# Annegret Held
Annegret Held (* 25. April 1962 in Pottum/Westerwald) ist eine deutsche Schriftstellerin.

## Leben
Annegret Held absolvierte nach dem Abitur ein Praktikum in einem Krankenhaus und leistete ein Freiwilliges Soziales Jahr in einer Einrichtung der Lebenshilfe. Ab 1982 machte sie eine Ausbildung zur Polizistin und arbeitete anschließend drei Jahre lang in Darmstadt und Frankfurt am Main als Polizeihauptwachtmeisterin im Streifendienst. Ab 1987 studierte sie Ethnologie und Kunstgeschichte. Danach übte sie verschiedene Tätigkeiten aus, u. a. als Sekretärin in einer Anwaltskanzlei und Hilfskraft im Pflegebereich und als Luftsicherheitsassistentin im Bereich der Fluggastkontrolle. Sie lebt heute mit ihrer Tochter als freie Schriftstellerin in Pottum.
Annegret Held ist eine Autorin, die sowohl städtische als auch ländlich-provinzielle Gegenwartsrealität schildert. In Am Aschermittwoch ist alles vorbei von 1997 wird das karnevalistische Treiben in einem katholisch geprägten Westerwald-Dorf romanhaft in vielen Dialogen nachgezeichnet. Ihr Buch Meine Nachtgestalten bildete die Vorlage für den Film Die Polizistin von Andreas Dresen und Laila Stieler, für den die beiden zusammen mit den Darstellern Gabriela Maria Schmeide und Axel Prahl 2001 mit dem Adolf-Grimme-Preis mit Gold ausgezeichnet wurden. Ihr Roman Das Zimmermädchen wurde 2005 für das ZDF als Fernsehspiel verfilmt.
Annegret Held ist Mitglied der Schriftsteller-Vereinigung PEN-Zentrum Deutschland.

## Werke (Auswahl)
- Meine Nachtgestalten, Tagebuch einer Polizistin, Eichborn, Frankfurt a. M. 1988.
- Mein Bruder sagt, du bist ein Bulle, Rowohlt Rotfuchs, Reinbek b. Hamburg 1990.
- Meine Schatten, mein Echo und ich, Rowohlt Neue Frau, Reinbek b. Hamburg 1994.
- Am Aschermittwoch ist alles vorbei, Rowohlt Hardcover, Reinbek b. Hamburg 1997.
- Die Baumfresserin, Rowohlt Hardcover, Reinbek b. Hamburg 1999.
- Hesters Traum, Rowohlt Hardcover, Reinbek b. Hamburg 2001.
- Das Zimmermädchen, marebuch, Hamburg 2004. ISBN 978-3-936384-06-2
- Die letzten Dinge, Eichborn, Frankfurt a. M. 2005. ISBN 978-3-8218-5733-6.
- Fliegende Koffer, Eichborn, Frankfurt a. M. 2009. ISBN 978-3-8218-5732-9.
- Apollonia, Eichborn, Köln 2012. ISBN 978-3-8479-0507-3.
- Armut ist ein brennend Hemd, Eichborn, Köln 2015. ISBN 978-3-8479-0593-6.
- Das Verkehrte und das Richtige, Eichborn, Köln 2022. ISBN 978-3-8479-0654-4.

## Verfilmte Werke
- 2000: Die Polizistin – Regie: Andreas Dresen, nach dem Roman Meine Nachtgestalten
- 2004: Das Zimmermädchen – nach dem Roman Das Zimmermädchen
- 2010–2019: Lotta (Filmreihe) – bislang 8 Fernsehfilme (Hauptrolle: Josefine Preuß) nach dem Roman Die letzten Dinge

## Auszeichnungen (Auswahl)
- 2000: Förderpreis zum Georg-K.-Glaser-Preis des Landes Rheinland-Pfalz
- 2000: Martha-Saalfeld-Förderpreis des Landes Rheinland-Pfalz
- 2001: Kunstpreis Berlin, Förderungspreis
- 2003: Koblenzer Literaturpreis
- 2018: Renate-Chotjewitz-Häfner-Förderpreis
- 2022: Roswitha-Preis

### Stipendien
- Arno-Schmidt-Stiftung
- Schloss Wiepersdorf
- Künstlerhaus Ahrenshoop
- Ledighouse, New York